# Françoise Grossetête

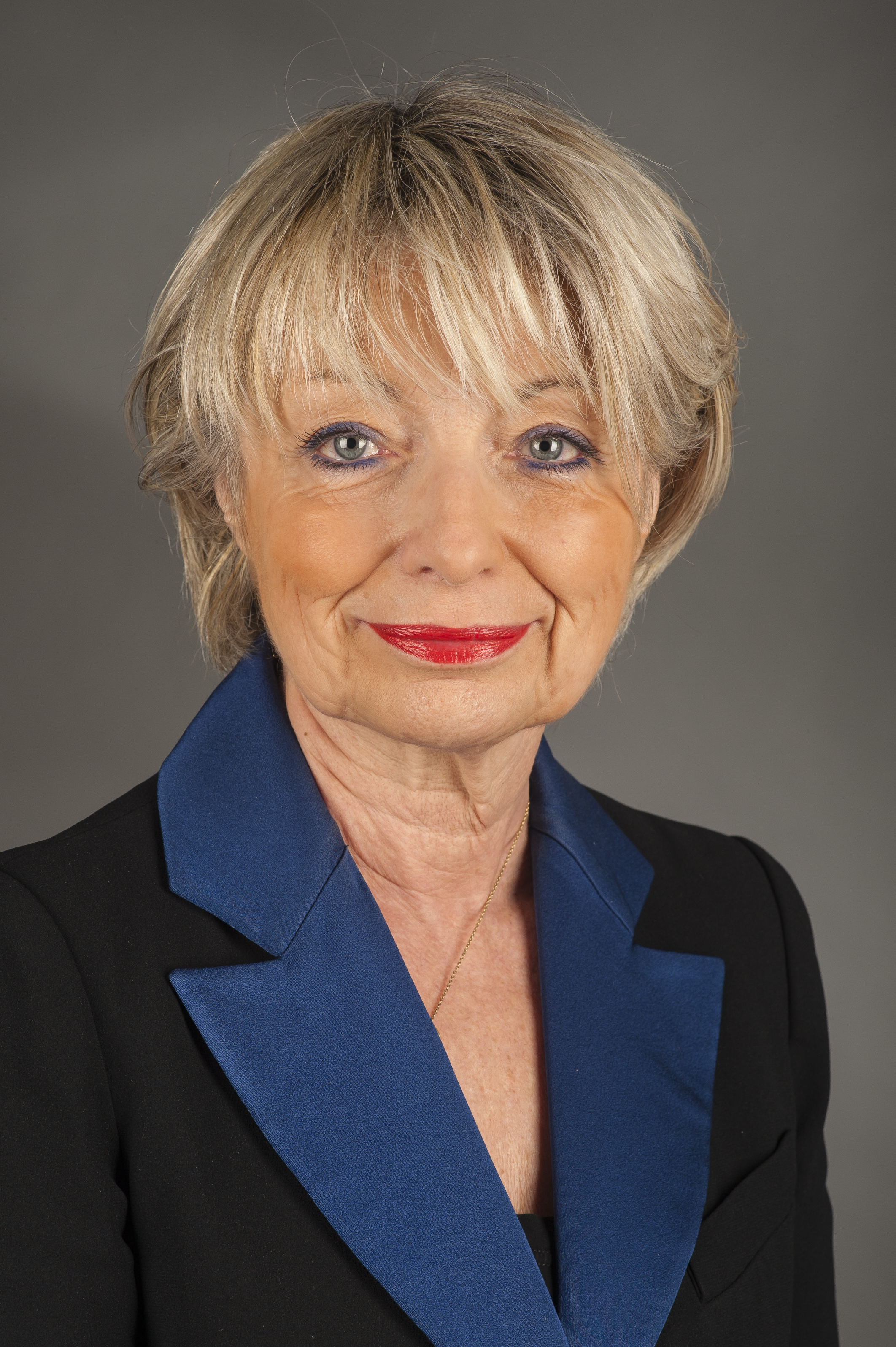
Françoise Grossetête (2014)

Françoise Grossetête (* 17. Mai 1946 in Lyon) ist eine französische Politikerin (UDF, DL, UMP, Les Républicains). Sie war von 1994 bis 2019 Mitglied des Europäischen Parlaments.

## Leben
Grossetête studierte Rechts- und Politikwissenschaften in Lyon. Von 1969 bis 1975 war sie als Hochschuldozentin für Rechtswissenschaft tätig.
Sie begann ihre politische Karriere in der Parti républicain (PR), deren Verband im Département Loire sie von 1984 bis 1994 leitete. Von 1983 bis 1995 war Grossetête Mitglied im Stadtrat von Saint-Étienne. Von 1986 bis 1998 gehörte sie dem Regionalrat von Rhône-Alpes an. Von 1989 bis 2008 war sie Präsidentin des Regionalen Naturparks Pilat sowie Vizepräsidentin des nationalen Verbands regionaler Naturparks in Frankreich.
Grossetête war ab 1994 Abgeordnete im Europäischen Parlament. Aus der PR ging 1997 die Démocratie libérale (DL) hervor. Grossetête gehörte dem Parteivorstand an und war bis 1998 nationale Sekretärin für Chancengleichheit. Anschließend war sie stellvertretende Parteivorsitzende, bis die DL 2002 in der Mitte-rechts-Sammelpartei Union pour un mouvement populaire (UMP) aufging. Anschließend gehörte sie dem nationalen Parteisekretariat an und war stellvertretende Vorsitzende der UMP im Département Loire.
Grossetête war von 1995 bis 2001 außerordentliche Beigeordnete des Bürgermeisters von Saint-Étienne mit Zuständigkeit für den Ortsteil Saint-Victor-sur-Loire, von 2001 bis 2008 zweite Beigeordnete des Bürgermeisters von Saint-Étienne. Von 2010 bis 2015 war sie erneut Mitglied des Regionalrats von Rhône-Alpes. Zur Europawahl 2019 trat sie nicht mehr an, erklärte aber ihre Unterstützung für die Partei des Staatspräsidenten Emmanuel Macron, La République en Marche. Mit ihrer eigenen Partei (die sich inzwischen in Les Républicains umbenannt hatte) stimme sie in Europafragen nicht mehr überein.

## Tätigkeiten als EU-Parlamentarierin
Grossetête gehörte dem Europäischen Parlament während fünf Legislaturperioden an. Sie war Mitglied der Fraktion der Europäischen Volkspartei und gehörte von 1997 bis 1999 dem Fraktionsvorstand an, von 1999 bis 2007 und erneut von 2014 bis 2019 war sie stellvertretende Fraktionsvorsitzende der EVP.
Sie war von 1994 bis 2019 Mitglied im Ausschuss für Umweltfragen, öffentliche Gesundheit und Lebensmittelsicherheit (ehemals Ausschuss für Umweltfragen, Volksgesundheit und Verbraucherschutz), von 1994 bis 2004 Delegierte im gemischten parlamentarischen Ausschuss EU-Zypern, 2004 bis 2009 Delegierte in der Parlamentarischen Versammlung Europa-Mittelmeer, 2009 bis 2014 Delegierte für die Beziehungen zu den Ländern Mittelamerikas sowie in der Parlamentarischen Versammlung Europa-Lateinamerika, 2014 bis 2019 Delegierte im Ausschuss für parlamentarische Kooperation EU-Russland sowie 2016/17 Mitglied im Untersuchungsausschuss zu Emissionsmessungen in der Automobilindustrie.